# Gotas de Rap
Gotas de Rap fue un grupo colombiano de rap y hip-hop nacido en el año 1984 en el barrio de Las Cruces, Bogotá, (Colombia).

## Historia

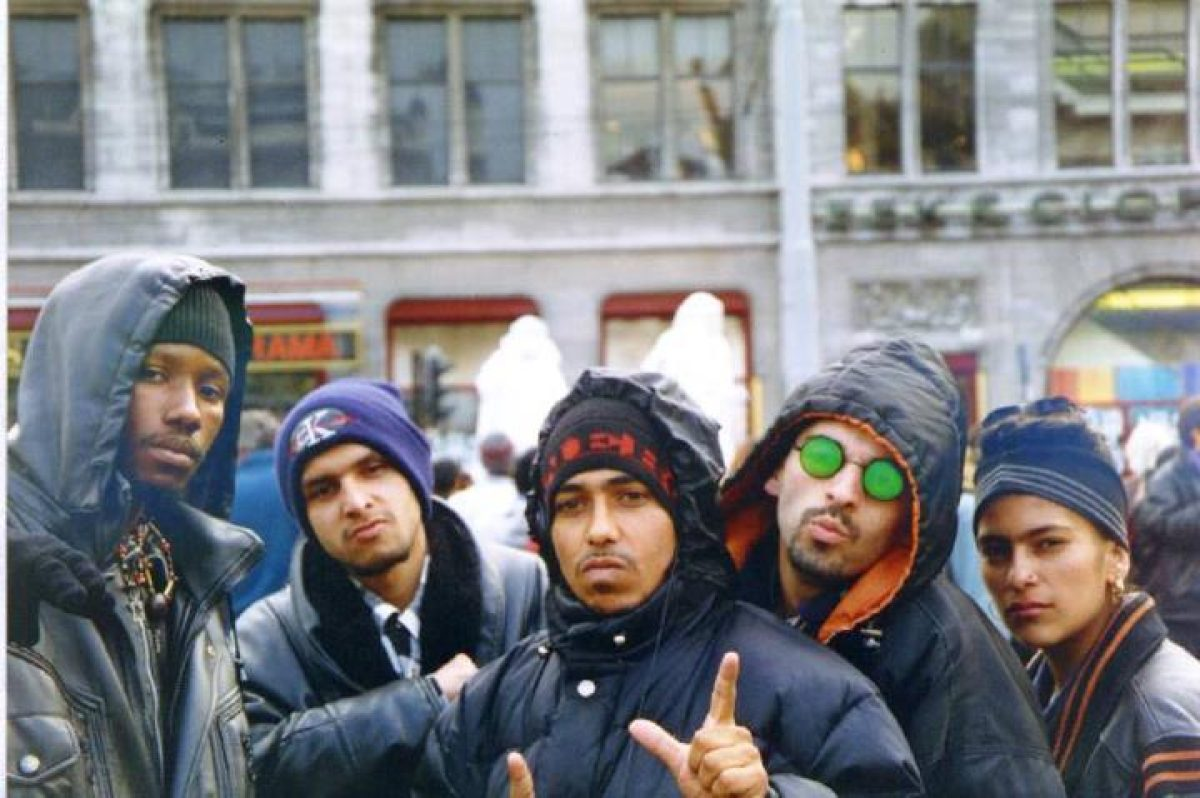
Fotografía original propiedad de: Javier Francisco Arbeláez "Tormento"

Su origen fue en 1984 bailando break en las calles, con sonidos de Afrika Bambaataa y bajo el nombre de "new rapper breaker", después tomando detalles y material de Norteamérica, para así ir creando su estilo propio, estaban conformados por varios breaker entre ellos miembros del actual grupo La Etnnia: "Ata", "Kany", "Kaiser", también se encontraba Javier Arbeláez como uno de los líderes sin embargo no fue hasta 1986 cuando Carlos Contento Montes A.K.A "Kontent" quiso unirse al grupo esto no se logró y "Tormento" le propuso fundar su propio colectivo al cual llamaron: Gotas de Rap.
Gotas de rap fue el grupo pionero del Rap en (Colombia), en 1990 empezaron a improvisar en tarimas la primera canción de rap en Colombia: Gotas [1990], continuaron rapeando sobre los temas actuales en su país. La droga, la guerra, el secuestro, la pobreza, la corrupción, entre muchos otros. Se hizo notorio a los oídos y corazones de los colombianos ganándose así un espacio por siempre en la historia del hip hop de Colombia, organizó los conciertos más importantes de su época, dando a conocer la cultura Hip Hop en aquel tiempo cuando casi nadie en Colombia sabía de Rap o de hip hop.
En 1995 lanzaron su primer producción "Contra el muro", nombre también de su propio e independiente sello disquero, contra el muro de Gotas de rap, fue la primera grabación de rap de Colombia, fue así como abrieron las puertas para que muchos se atrevieran a publicar sus talentos. En 1997 lanzan el disco Revolución.
Gotas de rap realizó cuatro giras por Europa 1995, 1996, 1997 y una final en 2000, rapeando y actuando en países como Inglaterra, Gales, Alemania, Holanda, Bélgica y Francia; y con su obra músico teatral «Ópera Rap», primer trabajo serio de integración entre el hip hop y el teatro el cual abrió puertas al hip hop y al teatro mutuamente para nuevo público.  Sus canciones: Mama Mariguana, Militares y Ghetto Boy son de culto para el rap en Colombia.[cita requerida]

### Colombia Rap Cartel
En 1996, unieron varios grupos de toda Colombia, para formar el Colombia rap cartel. Un grupo que prometía mucho para el hip hop hispano, pero que no resultó por problemas entre los grupos invitados, dejando sin publicar la producción y perdiendo un año de trabajo en el estudio, quedando solo el sencillo Ghetto boy, canción que sería el sencillo que lanzarían en 1997.

### Separación
En 1999, Gotas de Rap se separa debido al repentino fallecimiento de Melissa, quien muere en un accidente automovilístico junto a su hijo de 2 años.

### Actualidad
En la actualidad, Kontent trabaja con {{La Etnnia}}, CAP Producciones trabaja como productor de música Rap de varios grupos representativos de la escena colombiana, después de pasar por Gotas de Rap fue miembro productor de algunos grupos como: {{Asilo38}} y Ghettos Clan. Inspector Fire, al parecer cayó en estado de calle y en una fuerte adicción al basuco, SantaCruz Medina aún continúa vigente con más de 9 producciones musicales y dirigiendo la Escuela Golpe Directo y la revista con el mismo nombre y Javier o Tormento trabaja en la producción de un álbum en Nueva York, Estados Unidos. Don Popo Ayara dirigió por años la Familia Artística y Cultural Ayara, una fundación dedicada a la protección de menores y sujetos vulnerables por medio del arte. Se había postulado sin éxito al Senado de la República de Colombia.[cita requerida]
GOTAS DE RAP  es visto como uno de los mejores grupos de toda la historia del rap colombiano desde su auge en los años 90s.

## Videos Musicales:
Hasta ahora no se ah reconocido oficialmente que hayan videos musicales de algún tema de Contra El Muro [1990 - 1995] o Revolución sin embargo en el documental de REO Films se ven algunas partes grabadas en los años correspondientes a las canciones:
- Culpa [1995]
- Militares [1997]
- Revolución [1997]

- Mama Mariguana [1997]

El famoso videoclip de Ghetto Boy es sacado en partes del documental: {{Orozco El Embalsamador}} grabado en: Tercer Milenio, Bogotá.

## Discografía
- Contra el Muro (1990 - 1995)
- Revolución [1996 - 1997]

CONTRA EL MURO:

## Lado Hip
- Gotas
- Matar Para Vivir
- Rapcion De La Prisión
- Culpa
- Secuestro

## Lado Hop
- Crónica De Barrio
- De Negro A Negro
- Articulo Victima
- Aquella Tarde
- Machismo Con M De Mujer

- REVOLUCIÓN:
- Intro
- Revolucion
- Contra El Muro
- Intro Tombos
- Tombos
- Militares
- Ghetto Boy 1
- Terminara
- Lucia
- Delirio
- Nadie Es Eterno
- Ghetto Boy 2
- Interludio
- Sin Escape
- Dinero
- Cuervos
- En La Casa
- P*** M*dre
- Mama Mariguana
- Proximo Fuego
- Jesus El Cristo